# Портнягино (Шатровський район)
Портня́гино (рос. Портнягино) — присілок у складі Шатровського району Курганської області, Росія. Входить до складу Терсюкської сільської ради.
Населення — 86 осіб (2010, 156 у 2002).
Національний склад станом на 2002 рік: росіяни — 98 %.